# Neu-Teplitz
Neu-Teplitz war von 1863 bis 1873 eine deutsche Siedlungskolonie in Bessarabien.

## Geschichte
Die Siedlungsgründung ging von der Mutterkolonie Teplitz aus. Dazu schloss das Schulzenamt von Teplitz mit dem Grundbesitzer Georg Spilioti aus Chișinău eine auf zehn Jahre befristete Nutzungsvereinbarung ab. Insgesamt standen 1230 Hektar Ackerland und 765 Hektar für Hofplätze, Gärten und Grünland zur Verfügung. Der Platz reichte für 25 Pächter aus.
Neu-Teplitz lag etwa 30 km südöstlich der Mutterkolonie und hatte den Status einer besonderen Gemeinde mit eigenem Schulzenamt, Kirchenrat und Lehrer. In allen grundlegenden Verwaltungsfragen blieb es aber dem Schulzenamt Teplitz zugeordnet. Das den Siedlern ebenfalls zur Nutzung überlassene Gutshaus diente als Bethaus, Schule, Dorfkanzlei und Versammlungsraum.
Nach Ablauf des Pachtvertrags wurde die Siedlung wieder aufgegeben. Ein Kaufangebot des Gutsbesitzers wurde nicht angenommen. Einige Familien kehrten nach Teplitz zurück, andere ließen sich im Gebiet von Cherson nieder oder wanderten in die Vereinigten Staaten aus. Bauliche Überreste aus der deutschen Siedlungstätigkeit sind nicht erhalten.